# Lophothoracia omphalella
Lophothoracia omphalella är en fjärilsart som beskrevs av George Francis Hampson 1901. Lophothoracia omphalella ingår i släktet Lophothoracia och familjen mott. Inga underarter finns listade i Catalogue of Life.